# Refuge de la Brèche de Roland - Les Sarradets
Le refuge de la Brèche de Roland - Les Sarradets, est un refuge de montagne des Pyrénées. Il se situe sur le territoire de la commune de Gavarnie (Hautes-Pyrénées), près de la brèche de Roland, à l'extrémité ouest du cirque de Gavarnie dans le parc national des Pyrénées. Il se trouve à une altitude de 2 587 m.

## Étymologie
Le refuge a pris le nom de la brèche de Roland qui le surplombe directement au sud situé juste quelques mètres au nord-ouest, et celui du col des Sarradets (2 589 m).

## Histoire
Le cirque de Gavarnie est un des plus grands sites des Pyrénées, et l'un des plus fréquentés. La brèche de Roland, curiosité en soi, donne accès aux sommets du cirque, au mont Perdu, au Taillon, aux vallées aragonaises, etc.
Avant la construction du refuge, les excursionnistes qui bivouaquaient dans ce secteur se contentaient de l’abri Gaurier ou Villa Gaurier : une grotte située dans la paroi, près de la Fausse Brèche, au pied du pic Bazillac, découverte et aménagée en 1906 par l'abbé Ludovic Gaurier et qui fut réaménagée en 1911 par le Club alpin français. Mais elle restait d'un confort spartiate.
Le besoin d'un refuge plus vaste et plus confortable se faisait donc sentir depuis longtemps, quand Robert Ollivier, en 1942, lança le projet. Il fallut attendre l'année 1951 pour voir la construction débuter, sur les plans de l'architecte tarbais J. Martin. Il s'agissait à l'époque d'un type nouveau de refuge, dans ce qu'on peut considérer comme la troisième période des refuges pyrénéens (type maison avec toit à faible pente, et fenêtres largement ouvertes sur le paysage extérieur), en pierres de taille prises sur place, avec un toit couvert de feuilles de cuivre. Il offrait alors environ 60 places réparties en deux dortoirs de couchettes à deux niveaux, et une chambre pour les guides. Construit par l'entreprise Castells de Bagnères-de-Bigorre, il fut inauguré en 1956 par Maurice Herzog, alors président du Club alpin français. C'était le premier refuge moderne édifié dans les Pyrénées après la Seconde Guerre mondiale. En 1970, la capacité du refuge fut portée à 90 places[précision nécessaire].

## Voies d'accès
On accède au refuge depuis Gavarnie : soit par la route jusqu'au col des Tentes puis par le port de Boucharo sur la frontière franco-espagnole, soit depuis le cirque de Gavarnie par l’échelle des Sarradets, aux passages abrupts.
Autres accès possibles : depuis Pouey-Aspé par le vallon des Tourettes, ou encore depuis l'Espagne, au sud, par la brèche de Roland.

## Infrastructures
Le refuge de la Brèche de Roland - Les Sarradets offre 57 places[précision nécessaire] et un service de restauration en période gardée (de mai à septembre), 30 places en période non gardée.